# Audi RS 2
Audi RS 2 — спортивный автомобиль совместной разработки Audi AG и Porsche, выпускавшийся подразделением quattro GmbH (ныне Audi Sport GmbH) на платформе Audi 80 (B4) в городе Неккарзульм, Германия. Audi RS 2 Avant является первым автомобилем спортивной серии Audi RS. Стоимость автомобиля в 1994 году составляла £45 705. На два года ранее был выпущен спортивный Audi S2 Coupe.

## Технические характеристики

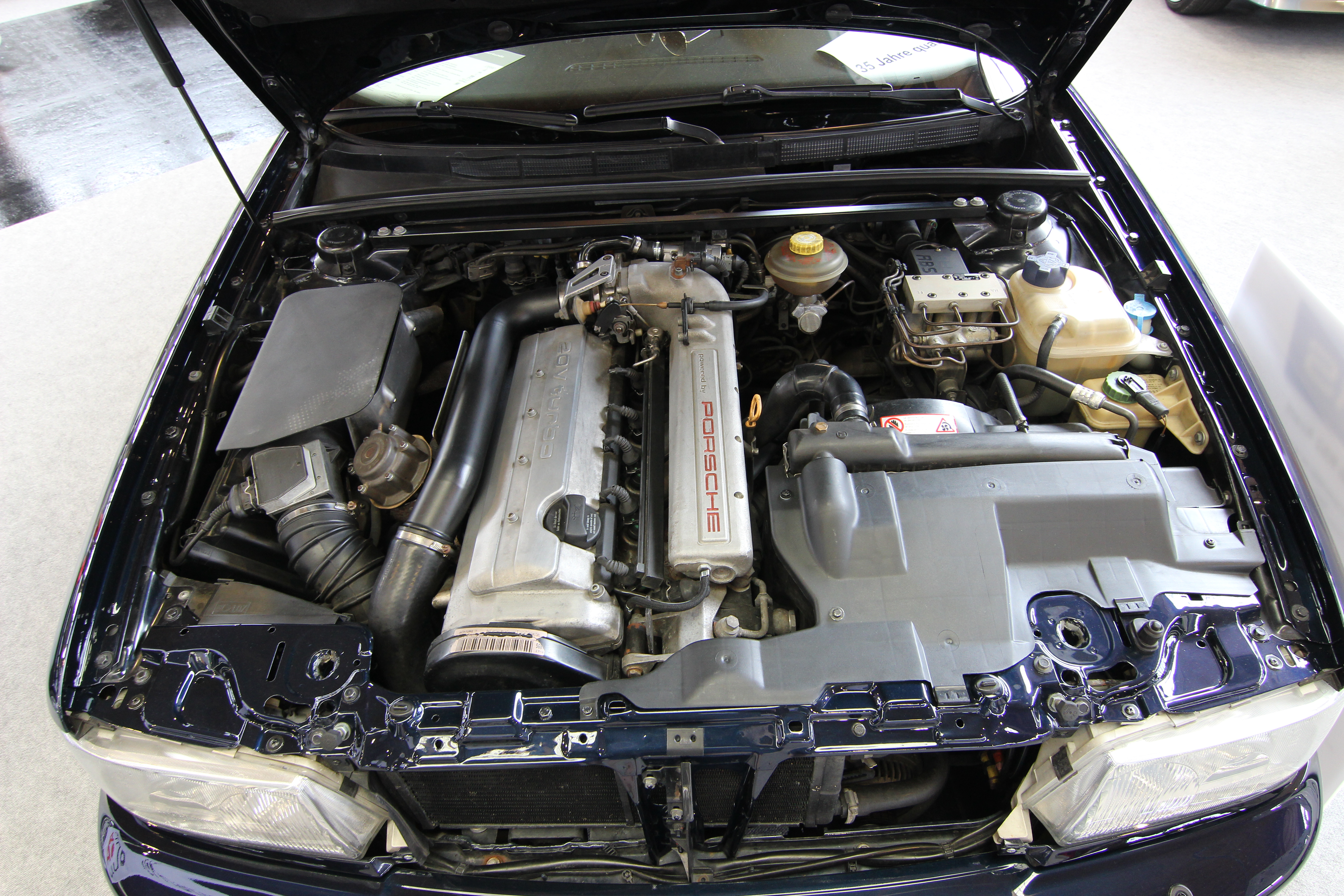
Пятицилиндровый двигатель I5

| Двигатель            | 2226 см3 I5 (турбо)        |
| Мощность двигателя   | 234 кВт (318 л. с.) 410 Нм |
| Трансмиссия          | Механическая 6 ступ.       |
| Разгон (0-100 км/ч.) | 4.8 сек.                   |
| Макс. скорость       | 262 км/ч                   |
| Вес                  | 2100 кг                    |

## Галерея

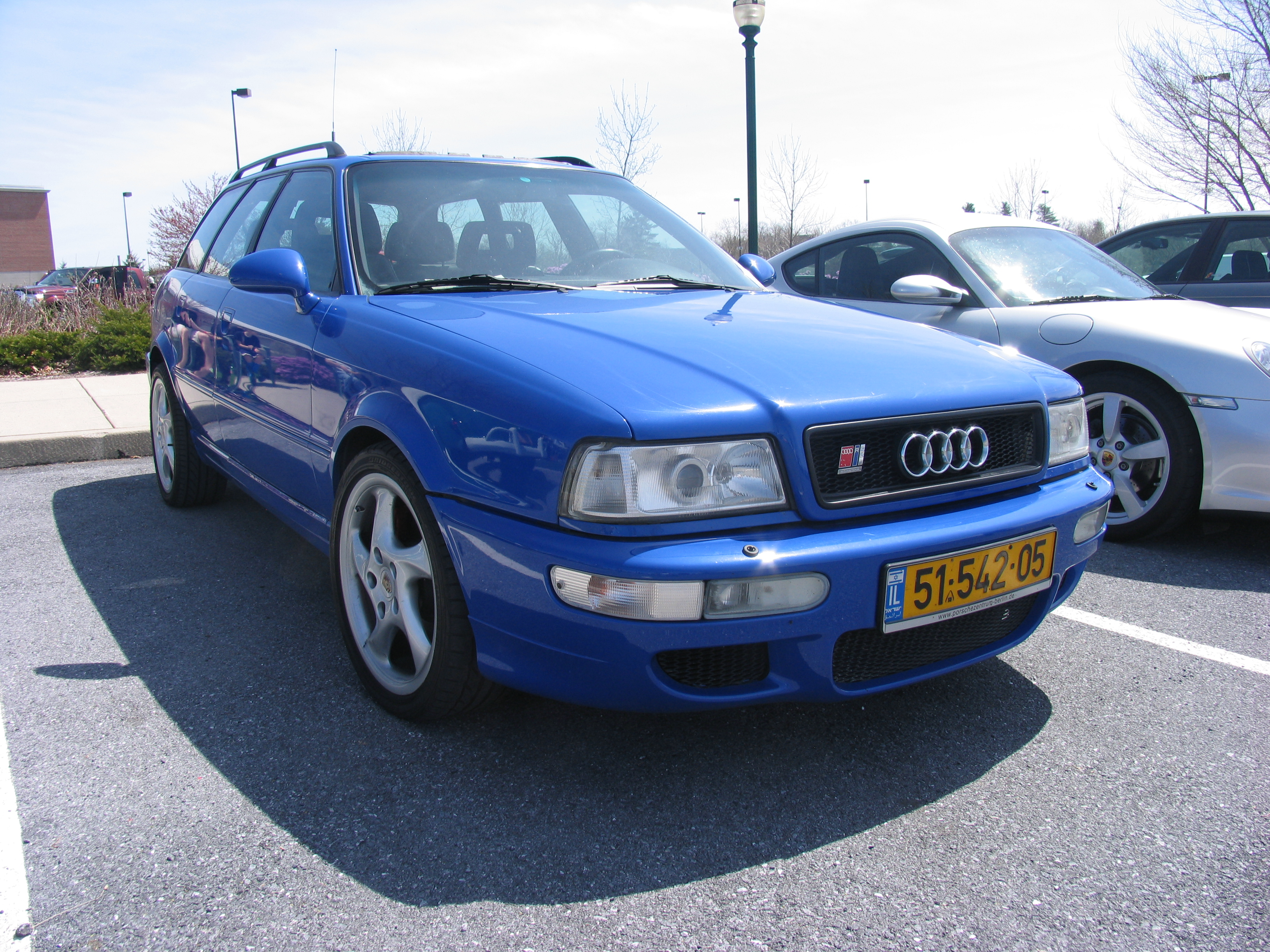
RS 2 Avant
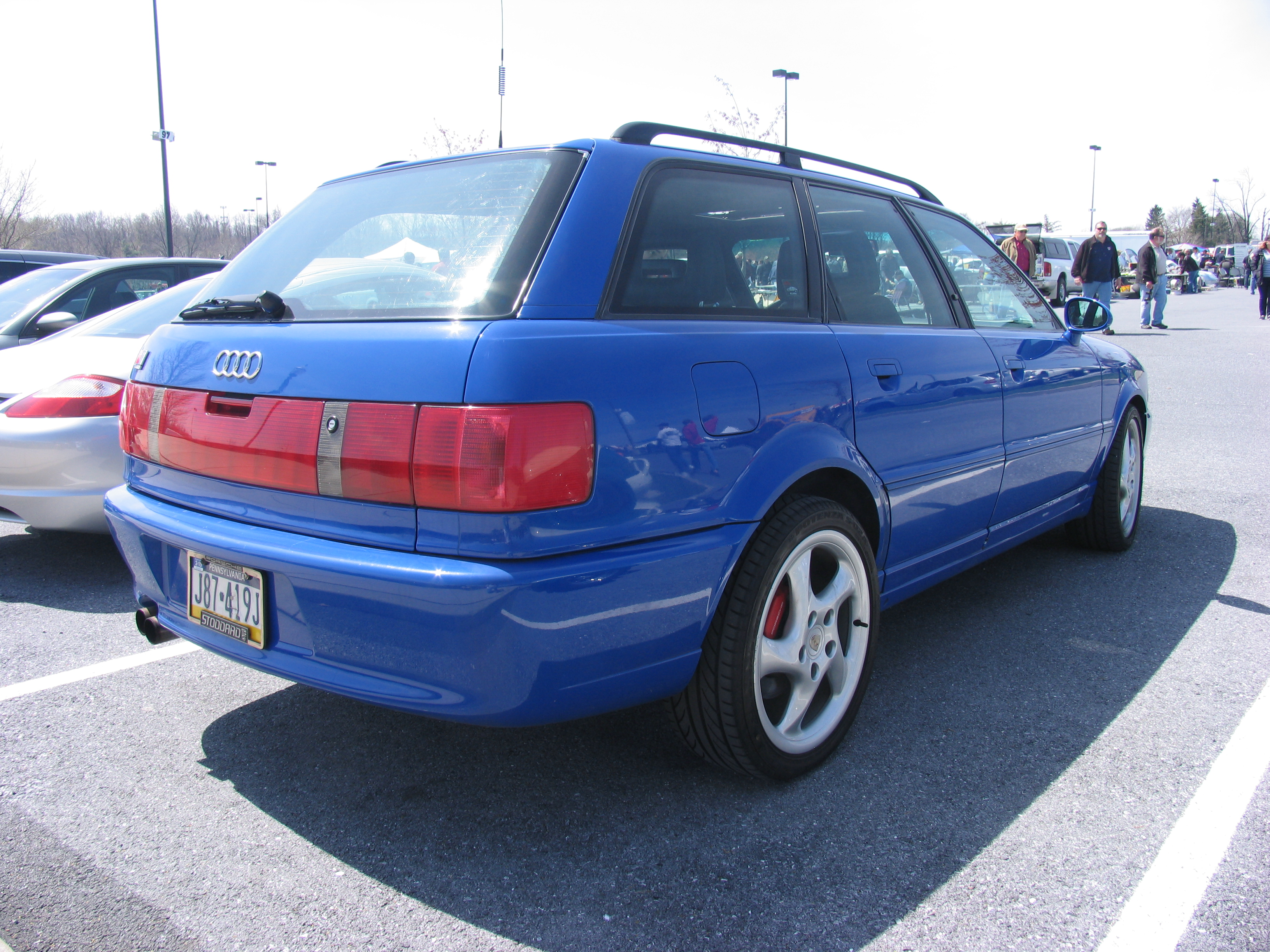
RS 2 Avant
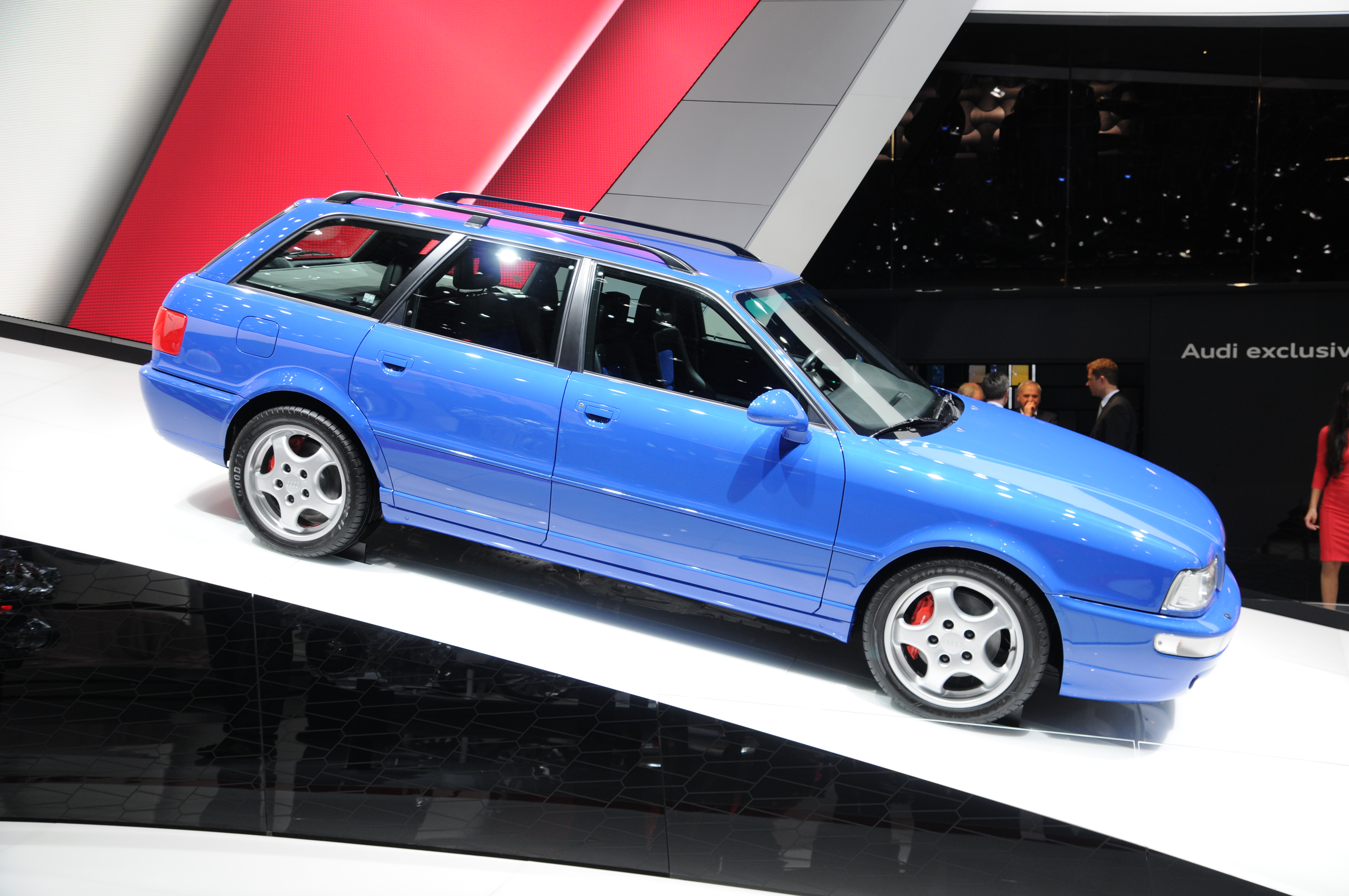
Вид сбоку
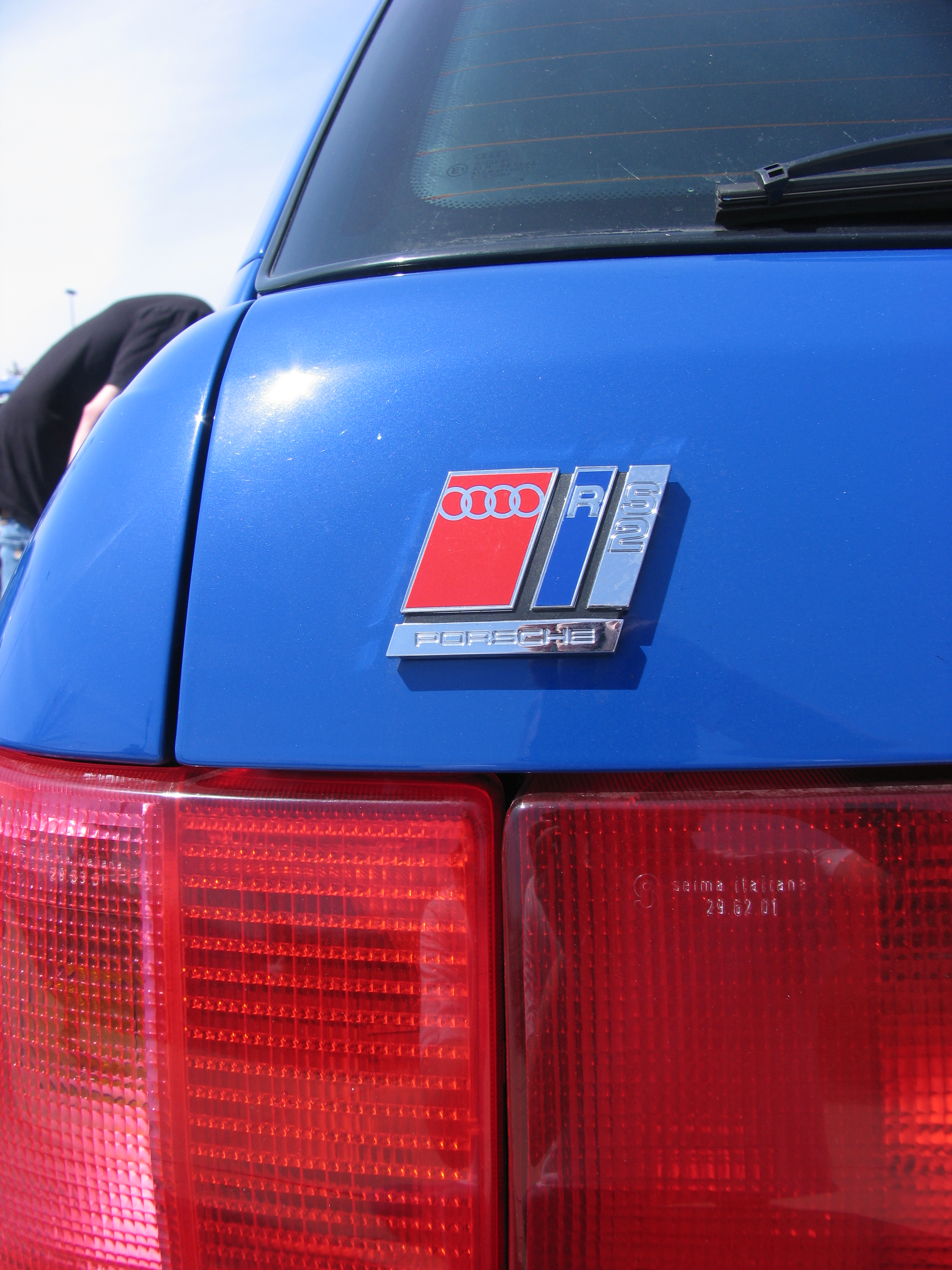
Шильдик RS2

## Audi RS 6 Avant performance Nogaro Edition
В феврале 2018 года была выпущена специальная серия Audi RS 6 Avant тиражом 150 единиц, в честь Audi RS 2 Avant исполненный в аналогичном цвете «Nogaro Blue».
Мощность двигателя 705 л. с. максимальная скорость 320 км/ч. Разгон до 100 км/ч приблизительно 3.3 — 3.4 секунды.